# Лісув (Келецький повіт)
Лісув (пол. Lisów) — село в Польщі, у гміні Моравиця Келецького повіту Свентокшиського воєводства.
Населення — 453 особи (2011).
У 1975-1998 роках село належало до Келецького воєводства.

## Демографія
Демографічна структура на день 31 березня 2011 року:
|          | Загалом | Допрацездатний вік | Працездатний вік | Постпрацездатний вік |
| -------- | ------- | ------------------ | ---------------- | -------------------- |
| Чоловіки | 222     | 52                 | 142              | 28                   |
| Жінки    | 231     | 53                 | 126              | 52                   |
| Разом    | 453     | 105                | 268              | 80                   |